# Franco Aureggi
Franco Aureggi (Carimate, 9 marzo 1928 – Carimate, 25 ottobre 2004) è stato un ciclista su strada italiano, professionista dal settembre 1953 al 1956. Non colse alcuna vittoria in carriera, tuttavia ottenne alcuni importanti piazzamenti, quali il secondo posto al Giro di Toscana 1955 e il sesto al Giro di Lombardia dello stesso anno.

## Palmarès
- 1948 (dilettanti)

G.P. Colli Rovescalesi
- 1953 (dilettanti)

G.P. Pirelli

## Piazzamenti

### Grandi Giri
- Giro d'Italia

1954: 53º
1955: 64º

### Classiche monumento
- Milano-Sanremo

1954: 13º
1955: 13º
1956: 83º
- Giro di Lombardia

1953: 35º
1954: 21º
1955: 6º
1956: 60º